# Appagamento
L'appagamento è uno stato d'animo collegato alla coscienza della propria condizione piacevole risultante dalla soddisfazione dei desideri.

## Appagamento e piacere

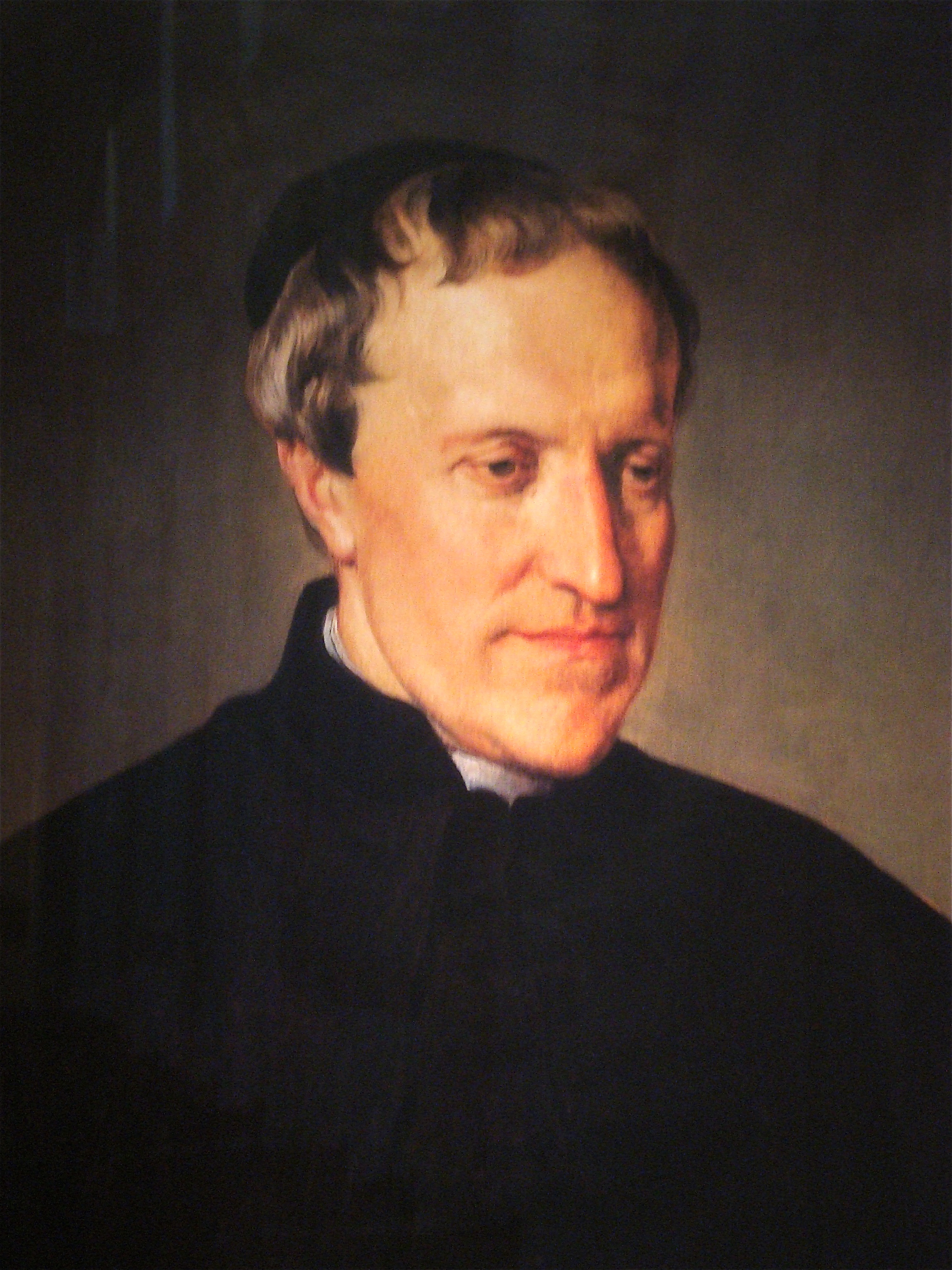
Antonio Rosmini

Nell'opera La Società e il suo fine , Antonio Rosmini tratta dell'appagamento e della felicità distinguendoli dal piacere. Poiché nell'uomo convivono sia l'aspetto sensibile che quello intellettivo si può parlare di piacere riguardo a un essere puramente sensitivo; per l'appagamento e la felicità invece, dobbiamo presupporre per entrambi i sentimenti la consapevolezza della propria situazione piacevole originata dalla soddisfazione del desiderio che è cosa diversa dall'appetito. Mentre il primo presuppone nell'individuo la volontà consapevole di conseguire un bene, nell'appetito invece è l'istinto animale che stimola ad agire per la soddisfazione. 
La sensazione gradevole, che è nell'ambito della natura, non basta dunque a costituire l'appagamento che è proprio della persona e che per questo richiede la cognizione del bene (coscienza eudemonologica) che si traduce nel giudizio con cui il soggetto si afferma appagato 
Non ci si può limitare infatti al semplice sentire la sensazione gradevole mettendo da parte l'attività intellettuale poiché il soggetto, ristretto alla sua sensibilità, non metterebbe in atto nessuna attività e non potrebbe quindi provare piacere con l'appagamento:
Qual è poi la differenza tra l'appagamento e la felicità? Il primo si esprime in desideri relativi che hanno per contenuto beni relativi mentre la felicità è la cognizione e il desiderio del bene assoluto:
Nella visione religiosa tale possesso è rappresentato da quell'appagamento supremo dell'animo umano che è la "beatitudine".

## Appagamento e desideri

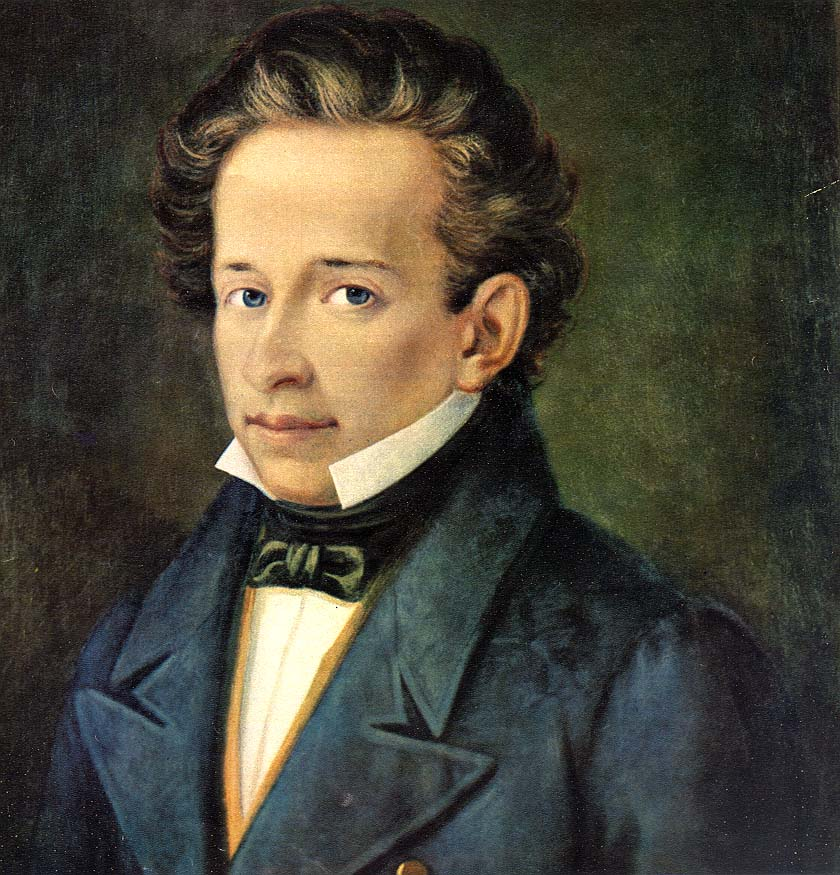
Giacomo Leopardi

Per Giacomo Leopardi, poiché l'uomo è preda di desideri illimitati di felicità, che non potranno mai essere soddisfatti, allora ogni tentativo di conquistare un completo appagamento fallirà e all'uomo non resterà che l'immaginazione, unica alternativa alla noia e infelicità della vita reale, per abbandonarsi a un illusorio appagamento che la razionalità ben presto condannerà come irreale:
Nella visione di Georg Simmel i desideri, che realizzati producono l'appagamento, sono l'unica strumentale e contingente via d'uscita per l'uomo dal tedio per l'esistenza (taedium vitae):

## Arte come appagamento
Secondo Sigmund Freud: 

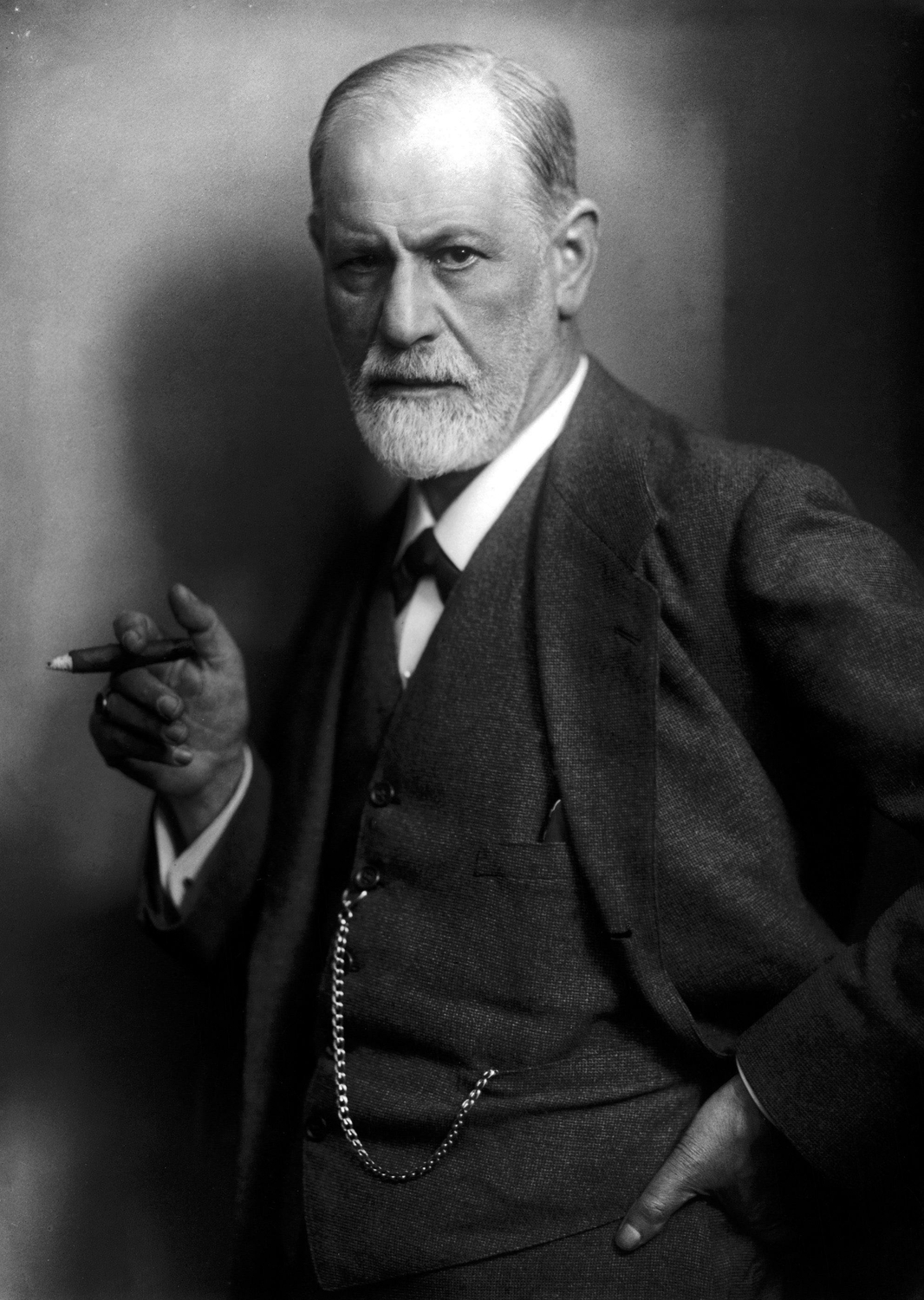
Sigmund Freud

Nelle sue indagini sulla creatività Freud, a fronte di una realtà troppo frustrante e priva di soddisfazioni, riteneva l'arte un appagamento del desiderio e, sotto tale aspetto, la considerava come il gioco, per i bambini, o come le fantasticherie, per gli adulti . Un appagamento coinvolto tanto nel processo di produzione che di fruizione artistica. In parte riteneva l'arte omologa anche al sogno, una forma di appagamento "sostitutivo". Era convinto inoltre che gli artisti avessero scoperto l'inconscio prima della scienza. Un concetto fondamentale nella teoria freudiana è quello di sublimazione, intesa come capacità di appagare la pulsione (soprattutto quella sessuale) attraverso uno spostamento della sua "meta", trovando cioè soddisfazione non nel suo campo naturale ma in settori che non incontrano censure morali o sociali ed anzi sono valorizzati socialmente, come l'arte o la scienza.
La concezione freudiana dell'arte come appagamento è ripresa e condivisa da Karl Jaspers che attribuisce all'arte una forma di illusione e appagamento (Versöhnung) originato dalla contemplazione dell'opera d'arte che si configura come una forma di acquisizione dell'assoluto .

## Appagamento e dolore

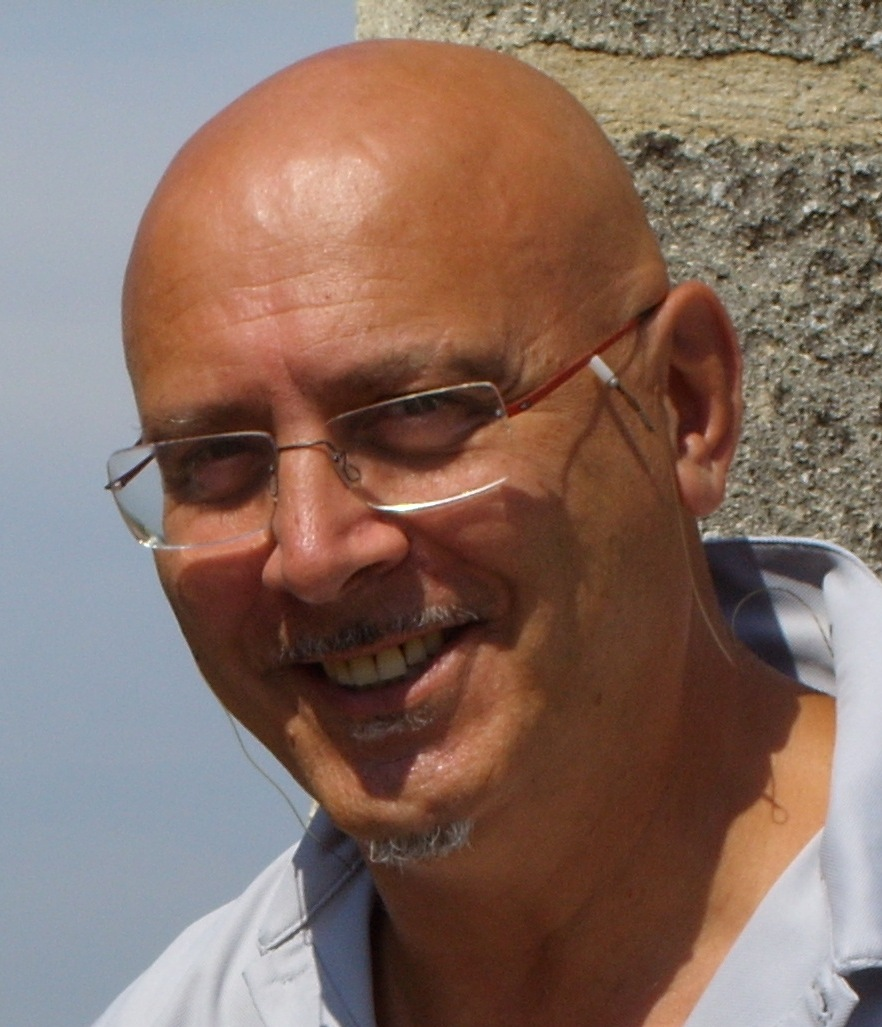
Ferdinando Brancaleone

È tuttavia possibile che il rapporto appagamento-piacere entri in contrasto interno quando l'individuo liberamente scelga l'appagamento ma non il piacere connesso :
«L'uomo può sentirsi appagato e realizzato allorché riesce a prefiggersi uno scopo o a scorgere un senso anche nel proprio sacrificio e nella propria rinuncia» altrimenti pur soddisfacendo i suoi istinti ma non riuscendo a dare significato alla propria vita cade nella frustrazione esistenziale. 